# OSIRIS-REx
Origins, Spectral Interpretation, Resource Identification, Security, Regolith Explorer (OSIRIS-REx) — міжпланетна станція НАСА, призначена для доставлення зразків ґрунту з астероїда (101955) Бенну на Землю. З 2023 року для OSIRIS-REx спланована подальша місія — політ до астероїда Апофіс (99942 Apophis).
Третя місія НАСА за програмою «Нові рубежі» (New Frontiers), попередні дві — «Юнона» і «Нью-Горайзонс». Головний керівник місії — Данте Лауретта, Університет Аризони.

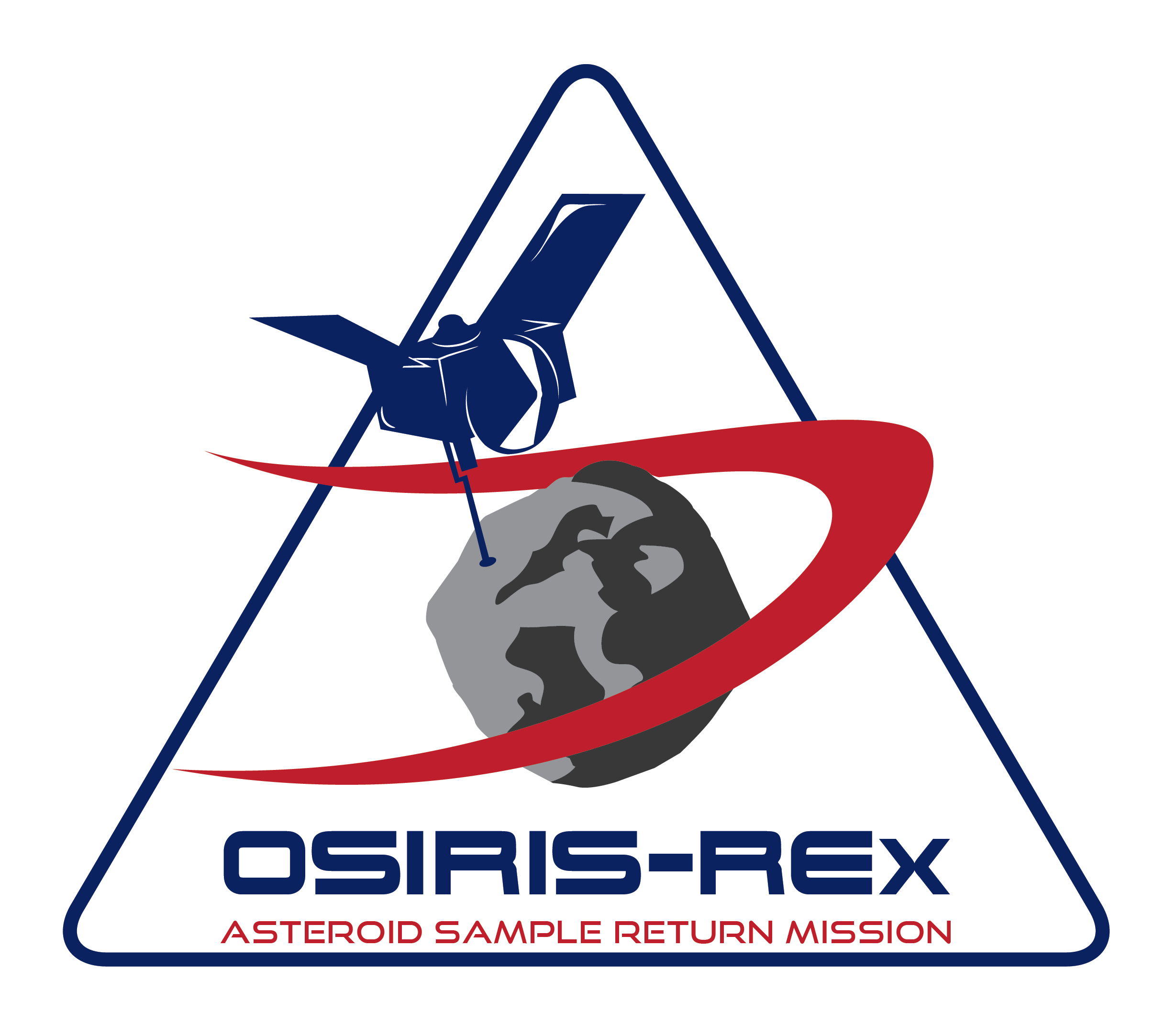
Логотип місії

Місія була обрана на конкурсній основі, у фіналі вона перемогла місію MoonRise з доставки речовини з Басейну Південного полюса — Ейткена на Місяці та SAGE (англ. Surface and Atmosphere Geochemical Explorer) — посадкового апарата для дослідження поверхні Венери.
Запуск станції було здійснено 8 вересня 2016 року. Дістатися астероїда і взяти зразок ґрунту планувалося в 2019 році, а повернення на Землю — у 2023 році. Вартість місії оцінювалася у 800 мільйонів доларів без вартості ракети-носія, яка, імовірно буде коштувати близько 183,5 мільйонів доларів.
3 грудня 2018 року станція досягла астероїда (101955) Бенну.
24 вересня 2023 року зонд OSIRIS-REx зі зразком астероїда Бенну приземлився на військовому полігоні для випробувань і тренувань у штаті Юта. Таким чином, США вперше доставили каміння і пил з астероїда на Землю.

## Назва
Назва OSIRIS-REx є акронімом і одночасно відсилає до давньоєгипетського бога Осіріса. Він зображався як зеленошкірий чоловік з борідкою фараона. REx означає «король» латиною. Його ім'я було обрано для місії до астероїда Бенну оскільки існує шанс зіткнення астероїда із Землею у 2170 році. Бенну у староєгипетській релігії бог у вигляді чаплі, символізував вічне життя і воскресіння. Бенну вважався ба (душею) бога Ра, згодом Осіріса.

## Місія
Загальне керування місією забезпечується Центром космічних польотів імені Ґоддарда (НАСА). Наукові операції здійснюватиме Lunar and Planetary Laboratory  Університету Аризони, Lockheed Martin Space Systems збудувала космічний апарат і забезпечує керування науковими операціями. Команда місії складається зі спеціалістів з США, Канади, Франції, Німеччини, Великої Британії й Італії.
Космічний апарат мав подорожувати до астероїда 101955 Бенну два роки. Після досягнення мети, космічний апарат мав вийти на низьку орбіту висотою 4,8 кілометра над поверхнею астероїда і 505 днів здійснювати картографування його поверхні. Результати картографування мали використати для визначення місця відбору проб речовини астероїда. Відбір планувалося робити за допомогою довгого маніпулятора, що віддалено нагадує палицю-стрибунця.
Вибір цього астероїда обумовлений тим, що він досить близький до Землі (належить до групи Аполлона), а також належить до класу В, що дасть змогу отримати вуглецеву речовину, яка залишилася на цьому астероїді з часів утворення сонячної системи. Органічні молекули, такі як амінокислоти, були віднайдені до того у зразках з метеоритів і комет, що вказує на можливість природного синтезу в космічному просторі компонентів, необхідних для виникнення життя.
Після збору зразків (від 60 г до 2 кг), у липні 2020 року зразки мали повернутися на Землю у 46-кг в капсулі, аналогічній застосованій у космічному апараті «Стардаст». Приземлення капсули планувалося у вересні 2023 року в штаті Юта. Капсула мала бути доставлена до Космічного центру імені Ліндона Джонсона для дослідження.

### Запуск
Запуск відбувся 8 вересня 2016 року о 23:05 (UTC) з космодрому Бази ВПС США на мисі Канаверал у Флориді. Конфігурація ракети — 411, складалася з першого ступеня з двигуном РД-180 з одним прискорювачем AJ-60A і верхнього ступеня — з розгінним блоком Centaur. OSIRIS-REx відділився від ракети-носія після 55 хвилин роботи двигуна, на швидкості 5,4 км/с. Головний керівник місії оцінив запуск як «чудовий».

### Політ

Анімація траєкторії OSIRIS-REx з 09.09.2016 до 22.10.2023.
Земля·
101955 Бенну·
OSIRIS-REx

OSIRIS-REx розпочав фазу перельоту до астероїда невдовзі після відділення від верхнього ступеня, успішно відбулось розгортання сонячних панелей, включення рухової системи і встановлення зв'язку із Землею. Швидкість віддалення від Землі становила 5,41 км/с. 28 грудня 2016 року космічний апарат успішно здійснив перший маневр для зміни швидкості на 431 м/с (1550 км/год), використавши 354 кг палива. Після цього було здійснене ще одне запалювання двигунів 18 січня для коригування курсу апарата для здійснення гравітаційного маневру 22 вересня 2017 року. Фаза перельоту мала тривати до наближення до астероїда Бенну в серпні 2018 року[джерело?], після чого мала розпочатися наукова стадія місії й фаза збирання зразків.
Під час періоду перельоту OSIRIS-REx мав шукати навколоземні об'єкти, які пролітають повз точку Лагранжа L4 системи Сонце — Земля. Між 9 і 20 лютого 2017 року команда OSIRIS-REx використала камеру апарата MapCam для пошуку об'єктів, зробила близько 135 оглядових світлин для дослідження Університетом Аризони. Пошуки мали бути корисними, навіть якщо жодного об'єкта не буде знайдено, оскільки подібні операції мали виконуватись, коли апарат досягне астероїда.
12 лютого 2017 року на відстані 673 млн км від Юпітера, камера апарата PolyCam успішно зробила світлини планети й трьох його супутників: Калісто, Іо і Ганімеда.
У серпні 2018 року станція OSIRIS-REx наблизилася до астероїда Бенну на відстань 2 млн км. Вона мала наблизитися на відстань 500 метрів у грудні 2018 р.
3 грудня 2018 року OSIRIS-REx вийшла на 20-кілометрову орбіту навколо астероїда Бенну. Щоб не врізатися в космічну брилу, зонд за останні чотири гальмівних маневри скинув швидкість (відносно Бенну) з 491 м/с до 40  см/с.

### Отримання зразків

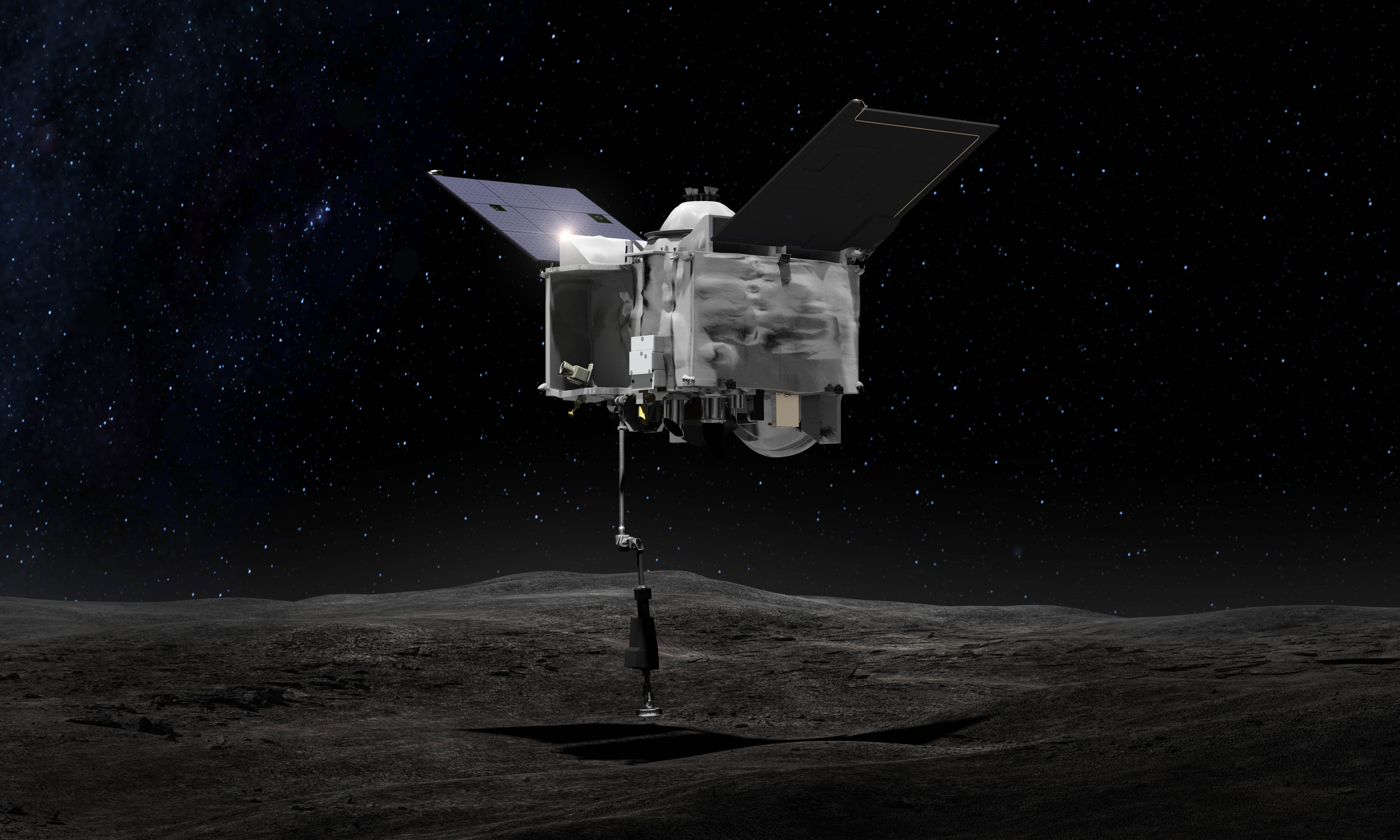
Робота інструмента TAGSAM

Під час періоду інтенсивного дистанційного зондування слід було обрати місце для збору зразків. Сонячні панелі планувалося підняти у Y-позицію для мінімізації потрапляння на них пилу під час контакту. Зниження до астероїда мало відбуватися дуже повільно для мінімізації імовірності забруднення поверхні астероїда гідразиновим пальним до контакту. Контакт із поверхнею астероїда Бенну мали зафіксувати за допомогою акселерометрів, а сила удару з поверхнею зменшувалася за допомогою механізму TAGSAM (англ. Touch-and-Go Sample Acquisition Mechanism).
Після контакту інструмента TAGSAM з поверхнею, азот під тиском мав спрямувати частки реголіту менше ніж 2 см у ємність для зразків на кінцівці роботизованої руки. 5-секундний час збору зразків мав знизити шанс зіткнення. Після 5 секунд апарат мав відділитись від астероїда.
За необхідності OSIRIS-REx міг повернутись до астероїда для ще однієї спроби забору зразків. Космічний апарат мав дослідити світлини і виконати маневри для перевірки зразків — його маси (60 г). Якби збір зразків був невдалим, апарат мав здійснити ще одну спробу, азоту в апараті було достатньо для трьох спроб.
До того ж механізм відбору зразків має контактні частини, які наприкінці забору зразків заберуть зразки розміром менш ніж 1 мм, виготовлені з крихітних петель з нержавіючої сталі.
Після спроби взяти зразки, капсула для зразків має відкритись, щоб механізм взяв зразки. Роботизована рука після цього повернеться у початкову позицію, капсула закриється і підготується для відправки на Землю.

### Повернення до Землі
У травні 2021 року міжпланетна станція OSIRIS-REx взяла курс на повернення до Землі, щоб доставити зібрані зразки з астероїда Бенну. У жовтні того ж року OSIRIS-REx виконав перший маневр корекції траєкторії свого польоту. Подальші маневри траєкторії польоту OSIRIS-REx заплановані на липень 2023 року.

НАСА поділилася детальнішою інформацією про те, як саме космічний корабель доставить зразок астероїда на Землю. OSIRIS-REx не створювався для приземлення, бо його конструкція не витримає навіть входу в атмосферу нашої планети. Замість цього він скине капсулу зі зразками з астероїда Бенну в атмосферу Землі, яка витримає високі температури під час спуску та м'яко спуститься на поверхню.
Цей маневр буде доволі складним. Якщо траєкторія спуску капсули буде нахилена надто високо, вона відштовхнеться від атмосфери та вилетить назад у космос. А якщо низько — згорить в атмосфері Землі.
— пояснив Майк Моро, заступник керівника проєкту OSIRIS-REx у Центрі космічних польотів імені Годдарда НАСА.
24 вересня 2023 року капсула апарата OSIRIS-REx має прибути на Землю. Планується, що вона приземлиться на випробувальному та навчальному полігоні ВПС США «Юта» в пустелі Великого Солоного озера (штат Юта).
30 серпня 2023 року НАСА провела останні приготування до отримання зразків з астероїда Бенну, які капсула апарата OSIRIS-REx поверне на Землю у вересні. Команди провели генеральну репетицію відновлення капсули для повернення зразків із місії НАСА OSIRIS-REx. Під час випробування вертоліт скинув копію капсули з висоти понад 2000 метрів. Капсула спустилася під парашутом, щоб приземлитися на полігоні для випробувань і тренувань штату Юта на захід від Солт-Лейк-Сіті, де персонал пройшов процедури, щоб підготувати капсулу до транспортування до космічного центру Джонсона.
Згідно з планом, 24 вересня 2023 року капсула зразків космічного корабля OSIRIS-REx вперше зіткнеться з атмосферою Землі з моменту запуску місії у 2016 році. На борту перебуває приблизно 8,8 унції, або 250 грамів кам'яного матеріалу, зібраного з поверхні Бенну у 2020 році — першого зразка астероїда НАСА та найбільшого коли-небудь зібраного в космосі. Коли OSIRIS-REx наблизиться до Землі на відстань приблизно однієї третини відстані від Землі до Місяця, він не зменшить свою швидкість, яка досягне 102 000 км над поверхнею Землі, а прийме повідомлення від операторів із Землі та ініціює вивільнення капсули, яка буде направлена в бік атмосфери Землі. Після чотиригодинної подорожі в космосі капсула о 8:42 за київським часом (10:42 ранку за східним часом) зі швидкістю приблизно 44 500 км/год прорве атмосферу Землі. Капсулу, яка стане перегрітою в результаті тертя об повітря, захистить тепловий екран. Він допоможе регулювати температуру всередині капсули, зберігаючи зразки у безпеці при температурі, подібній до температури на поверхні Бенну. Парашути виведуть капсулу на безпечну швидкість приземлення. Приблизно через 2 хвилини після того, як капсула увійде в атмосферу, першим розгорнеться гальмівний парашут, призначений для стабільного переходу на дозвукову швидкість. Через шість хвилин — приблизно на висоті 1,6 км над пустелею — розгорнеться головний купол, несучи капсулу до зони на військовому полігоні розміром 58 × 14 км. При приземленні капсула сповільниться приблизно до 18 км/год та через 13 хвилин після входу в атмосферу, опиниться на поверхні Землі вперше за сім років, очікуючи підльоту на вертольотах пошукової групи.
24 вересня 2023 року, о 8:52 (за місцевим часом), космічний корабель НАСА Osiris-REx успішно виконав своє завдання та скинув на Землю капсулу зі зразками каміння та пилу з астероїда Бенну. За даними інформаційного агентства Bloomberg, капсула, як і планувалося, доторкнулася до поверхні нашої планети в пустелі Великого Солоного озера, штат Юта (США). Місію, яка тривала 7 років, було успішно завершено.

### Дослідження зразків
Після приземлення капсули апарата OSIRIS-REx вона була доставлена вертольотом до тимчасової чистої кімнати на військовому полігоні. Там її піддали початковій обробці та розбиранню для підготовки до подорожі на літаку в космічний центр Джонсона, де зразки будуть задокументовані, їм буде забезпечений належний догляд та де вони будуть досліджуватися. Не виключається можливість розповсюдження зразків для аналізу вченими всього світу. Вони будуть поширені в різних країнах Центром досліджень астроматеріалів.

Через два тижні після того, як капсула зі зразком приземлилася в пустелі штату Юта, науковці у космічному центрі НАСА у Х'юстоні провели їхню презентацію. Космічний вантаж спочатку досліджували в «чистій кімнаті» на полігоні в Юті, поблизу місця посадки. Потім капсулу доставили до центру в Х'юстоні, відкрили та розділили на менші зразки, щоб згодом розіслати 200 вченим у 60 лабораторіях по всьому світу. Аналіз показав, що ґрунт із Бенну містить аж 10 % води, а також близько 5—10 % сполук вуглецю.
Зразок OSIRIS-REx є найбільшим багатим на вуглець зразком астероїда, який коли-небудь доставлявся на Землю, він допоможе вченим досліджувати походження життя на нашій власній планеті для майбутніх поколінь.
— сказав адміністратор НАСА Білл Нельсон.
24 жовтня 2020 року НАСА повідомило, що 20 жовтня 2020 року зонд «Осіріс» набрав досить багато речовини з астероїда з астероїда Бенну і розгубив частину зібраного ґрунту. Оскільки речовини було забагато, контейнер із ґрунтом не зміг до кінця закритись. Як виявилося пізніше, згідно з повідомленням НАСА, після приземлення капсули фахівці вилучили та зібрали 70,3 г матеріалу з зовнішньої (і частково внутрішньої) частини інструмента, і це при тому, що капсулу повністю не відкрили. Неочікуваною проблемою для спеціалістів НАСА стало те, що наявні інструменти в герметичному чистому боксі не дають змоги зняти з капсули два з 35 кріплень. Проблему з відчиненням контейнера зі зразками ґрунту з астероїда Бенну вдалося вирішити тільки на початку січня 2024 року.

## Наукові цілі
Наукові цілі місії:

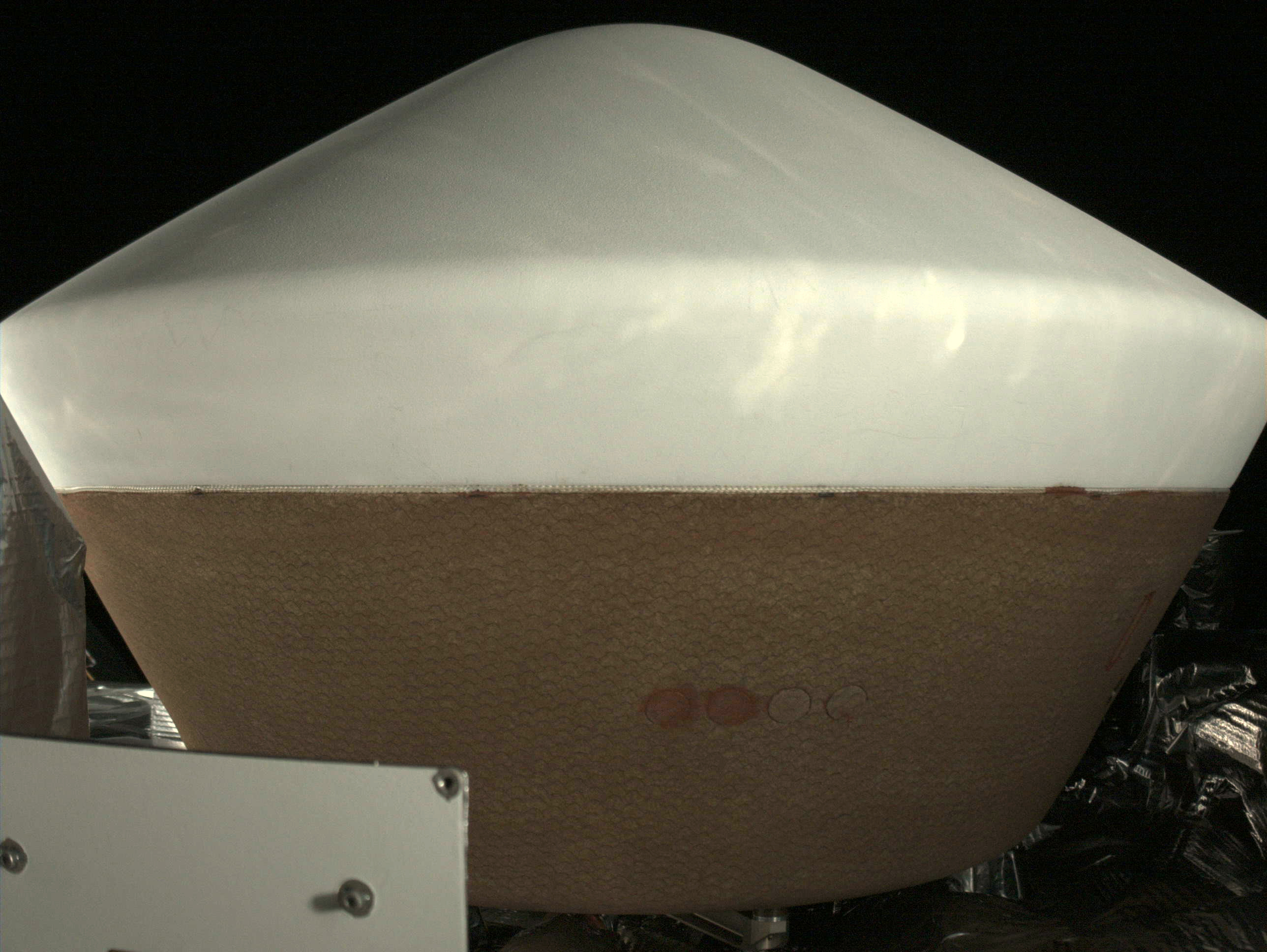
Капсула для повернення зразків, фото камери StowCam

- Повернення й аналіз зразків з вуглецевого астероїда типу С в кількості, достатній для вивчення природи, історії і поширення їх складових та речовин органічного походження.
- Картографування хімічних і мінералогічних складових примітивного вуглецевого астероїда, щоб охарактеризувати його геологічну і динамічну історію і надати контекст для зразків.
- Документування текстури, морфології, геохімії і спектральних показників реголіту зразків у місці забору зразків у масштабі до міліметрів.
- Виміри ефекту Ярковського (тепловий вплив на обертання) на потенційно небезпечному астероїді і обмеження властивостей астероїда, які сприяють цьому ефекту.
- Характеристика загальних показників примітивного вуглецевого астероїда, що дасть змогу порівняти їх з даними наземних телескопів з усіма астероїдами.

Цілі місії — одержання моделі астероїда Бенну

Спостереження за допомогою телескопів допомогли визначити орбіту 101955 Бенну, навколоземного об'єкта з діаметром від 480 до 511 км. Навколо Сонця астероїд обертається за 436,604 дні (1,2 року). Орбіта проходить найближче до Землі кожні 6 років. Попри те, що орбіта добре вивчена, вчені сподіваються зробити точніші її вимірювання. Це критично важливо з огляду на те, що є шанси 1 до 1410, що цей астероїд зіткнеться із Землею у період 2169—2199. Одна з цілей місії — покращити розуміння негравітаційних ефектів на орбіті, і наслідки цих ефектів, можливий вплив на зіткнення астероїда із Землею. Вивчити фізичні властивості астероїда Бенну є критично важливим, для розробки місії уникнення зіткнення.
Спостереження за допомогою телескопів допомогли визначити базові характеристики астероїда. Дані зазначають, що він дуже темний, що відповідає астероїдам типу В, підкласу С, вуглецевих астероїдів. Такі астероїди називають примітивними, через те, що на них відбулись незначні геологічні зміни з часу їх утворення.
У жовтні 2020 року було повідомлено, що за гравітаційними дослідженнями у центрі астероїда є порожнина, всередині якої можна розмістити декілька футбольних полів. Крім того, виявлено, що обертання астероїда Бенну прискорюється, і астероїд може зруйнуватися в найближчому майбутньому, через мільйон років або навіть менше. OSIRIS-REx готувався до спуску на поверхню Бенну, який планувався невдовзі. Зонд мав узяти зразок астероїда і повернути його на Землю у 2023 році для подальших досліджень.

## Характеристики апарата
- Розміри: довжина 2,4 м, ширина 2,4 м, висота 3,1 м[3].
- Ширина з розгорнутими сонячними панелями: 6,2 м.
- Потужність батарей: 1226—3000 Вт, залежить від відстані апарата до Сонця. Енергія зберігається у літій-іонних батареях.
- Рухова система: двигун працює на гідразині, такій самій системі, яка створена для Mars Reconnaissance Orbiter, має на борту 1230 кг палива та гелію.
- Капсула для повернення зразків повернеться на Землю за допомогою парашутної системи і буде вивчена фахівцями.

## Наукове обладнання
Окрім системи зв'язку космічний апарат має блок наукових інструментів для всеохоплюючого вивчення астероїда, окрім фотографування і повернення зразків на Землю. Планетарне товариство координує дії щодо запрошення зацікавлених сторін, щоб записати їх імена, або твори мистецтва і зберегти їх на мікрочип, який зараз встановлений на апараті.

### OCAMS

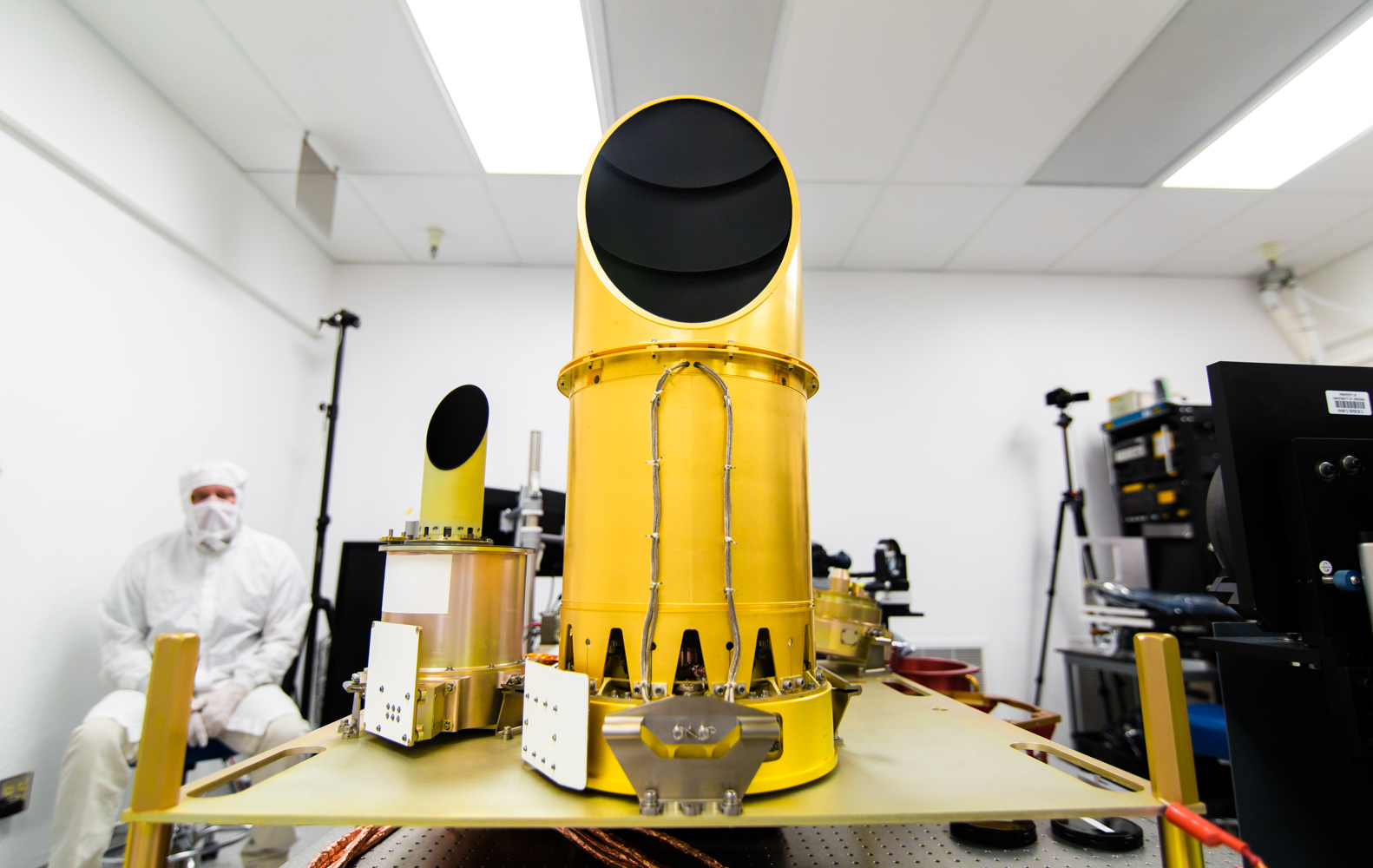
Блок камер OSIRIS-REx

Блок камер (OSIRIS-REx Camera Suite (OCAMS)) складається з трьох камер:
- PolyCam — призначена для зйомок з далекої відстані, а також для детальної зйомки поверхні астероїда при зближенні (20 см телескоп).
- MapCam — яка зніме поверхню астероїда в чотирьох спектральних діапазонах. Її дані будуть використані при побудові тривимірної моделі астероїда. Також вона буде знімати обраний район збору проб у високій роздільній здатності.
- SamCam — буде безперервно знімати процес забору проб.

Разом ці камери забезпечать суцільну фотозйомку астероїда, розвідку місця відбору зразків і фотографування цього процесу.

### OLA
OSIRIS-REx Laser Altimeter (OLA) — блок лазерних далекомірів, за допомогою яких OSIRIS-REx мав побудувати топографічний план поверхні астероїда, визначити профіль тих місць, звідки передбачалося взяти проби реголіту. Також дані, отримані блоком лідарів можна використати для вирішення навігаційних завдань і для побудови карти гравітаційного поля астероїда.
OLA скануватиме поверхню астероїда Бенну для визначення проміжку часу, щоб швидко скласти повну карту поверхні для досягнення головної цілі — створення детальної й повної топографічної карти. Дані, отримані від інструмента, будуть використані для створення гравітаційних вимірів астероїда.
OLA має ресивер і два передавачі для поліпшення якості інформації, яка передаватиметься на Землю. OLA має високоенергетичний лазерний передавач, який використовується для картографування від 1 до 7,5 км. Низькоенергетичний передавач використовується для фотографування від 0,5 до 1 км. Частота роботи цих передавачів визначає швидкість збору даних OLA. Лазерні імпульси з обох передавачів направлені на рухоме дзеркало, яке суміщено з полем зору ресивера телескопа, що обмежує ефекти фонової сонячної радіації. Кожен імпульс забезпечує інформацією про цільовий діапазон, азимут, висоту, отриману інтенсивність і час.
OLA був профінансований Канадським аерокосмічним агентством і був побудований компанією Maxar Technologies, Онтаріо, Канада. він був доставлений для збірки 17 листопада 2015 року.

### OVIRS

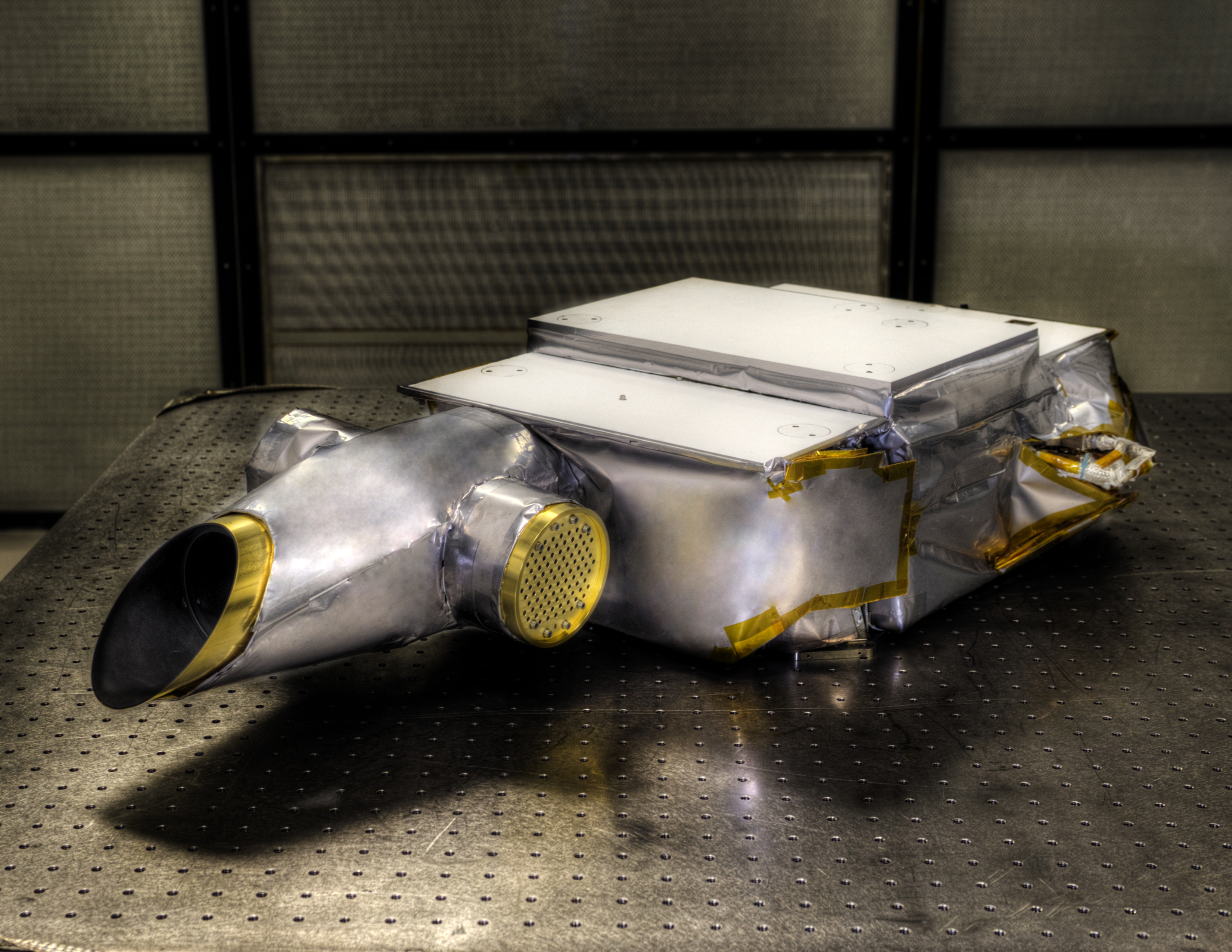
OVIRS

OSIRIS-REx Visible and IR Spectrometer (OVIRS) — спектрометр, який буде використовуватися, щоб побудувати карту розташування неорганічних і органічних речовин на поверхні астероїда. Карта всієї поверхні астероїда буде мати роздільну здатність близько 20 метрів, а карта територій, з яких будуть брати проби, — від 0,8 до 2 метрів. Ці спектральні діапазони і роздільні здатності достатні для забезпечення картографування мінералогічних і молекулярних складових, включаючи карбонати, силікати, сульфати, оксиди, зв'язану воду і широкий діапазон органічних складових. Це забезпечить принаймні два спектральних аналізи однієї ділянки.

### OTES

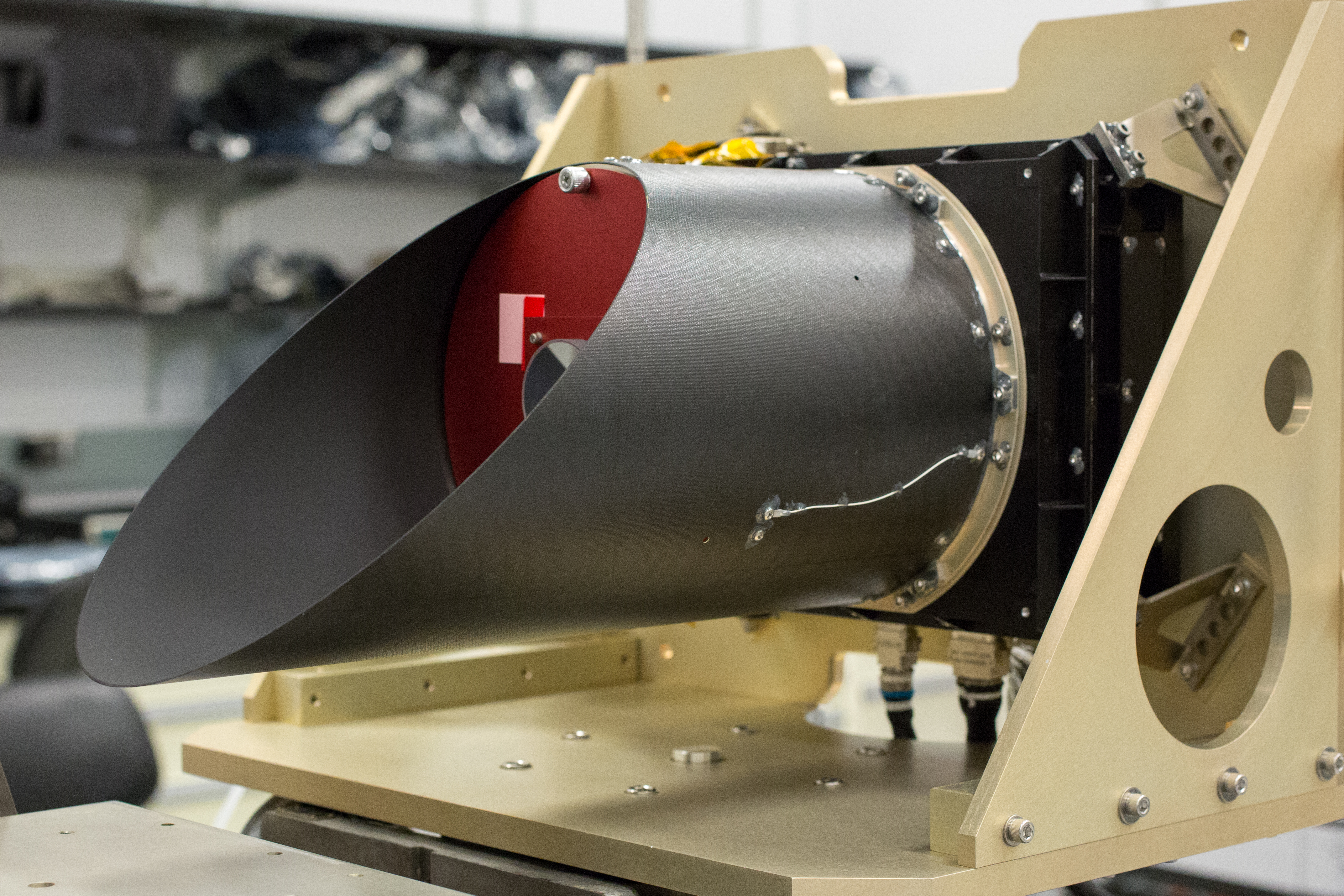
OTES

OSIRIS-REx Thermal Emission Spectrometer (OTES) — спектрометр, який працює в далекій інфрачервоній частині спектра (4—50 мкм). Основним завданням цього приладу буде побудова карти температур і мінерального складу поверхні астероїда, а також створення докладної карти розташування різних мінералів у місці забору проб. Діапазон довжин хвиль, спектральна роздільна здатність та радіометричні характеристики достатні для виявлення та ідентифікації ключових характеристик поглинання силікатів, карбонатів, сульфатів, фосфатів, оксидів та гідроксидів. OTES також використовуватиметься для вимірювання загальної теплової емісії від Бенну для вимірювання загальної радіації. Ґрунтуючись на характеристиках Mini-TES в умовах пилу на поверхні Марса, очікується, що OTES буде стійкий до екстремального забруднення оптичних елементів пилом.

### REXIS
Regolith X-ray Imaging Spectrometer (REXIS) — рентгенівський телескоп з кодуючою маскою, що працює в діапазоні м'якого рентгенівського випромінювання (0,3—7,5 кеВ). Робота приладу заснована на тому, що він поглинає рентгенівські промені Сонця, які потрапляють на поверхню астероїда і частково перевипромінюються. Прилад вловлює це випромінювання і по довжині хвилі визначає, що за речовина знаходиться під приладом. У результаті роботи приладу буде побудована карта хімічного складу поверхні з роздільною здатністю до 4 метрів. Зображення формуються з 21 дуговою роздільною здатністю (просторова роздільна здатність 4,3 на відстані 700 м). Фотографування здійснюється шляхом кореляції виявленого рентгенівського зображення з випадковою маскою розміром 64 × 64 (1,536 мм пікселів). REXIS зберігатиме дані кожного рентгенівського фотографування, щоб максимізувати використання сховища даних і мінімізувати ризик. Пікселі будуть оброблятися в 64 × 64 комірках, а діапазон 0,3—7,5 кеВ охоплюватиметься п'ятьма широкими і 11 вузькими смугами. Зображення будуть відновлені на Землі після зйомки.

### TAGSAM

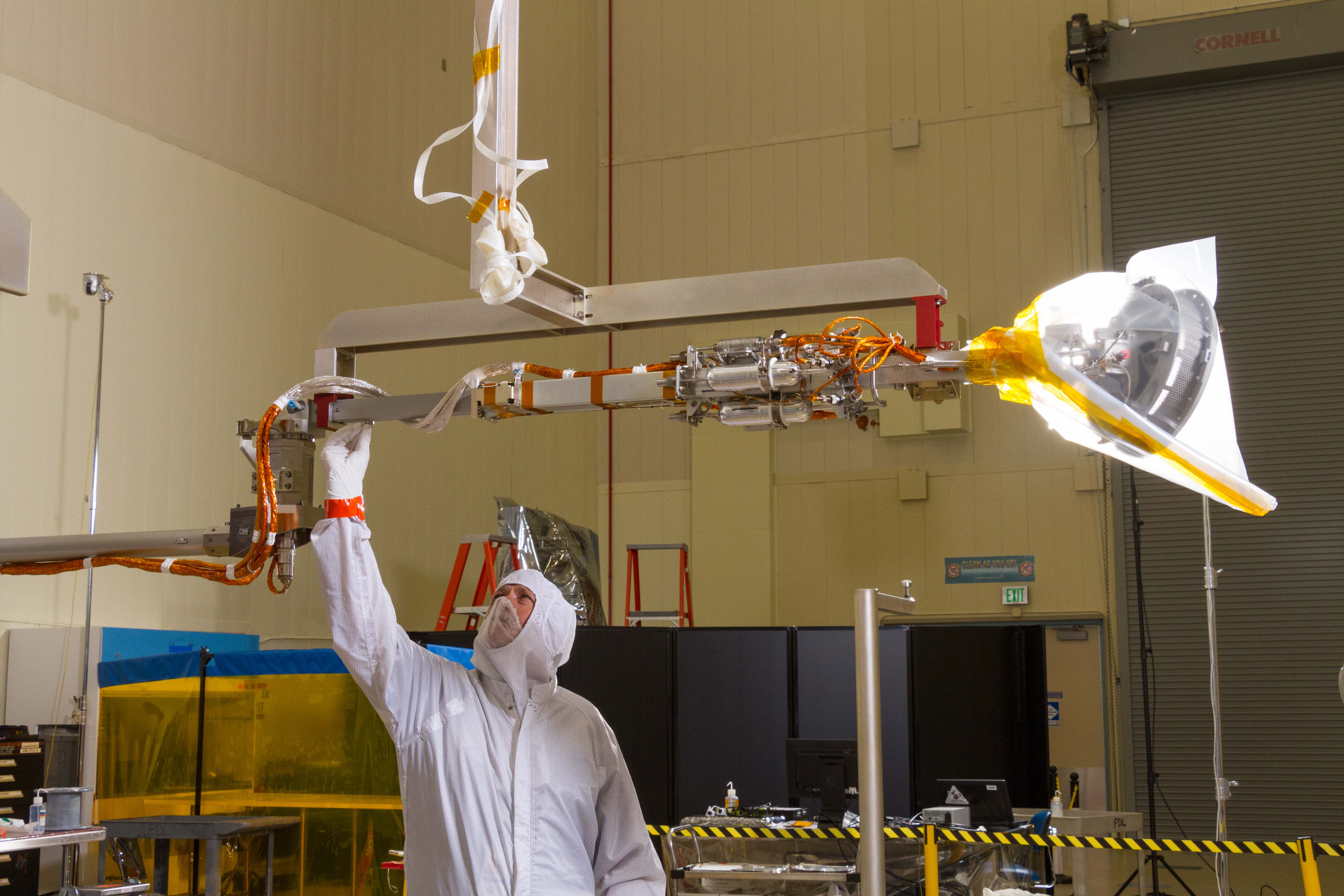
інструмент TAGSAM під час тестів до запуску

Touch-And-Go Sample Acquisition Mechanism (TAGSAM) — система забору проб реголіту з поверхні астероїда. Складається з блоку забору проб і довгого (3,35 м) маніпулятора, який дасть змогу встановити пробовідбірник на поверхню астероїда, не здійснюючи посадку всього апарата на поверхню астероїда. Для полегшення процесу збору проб реголіт переноситиметься в пастку за допомогою стиснутого азоту, запас якого наявний на борту станції. Весь процес буде документуватися однією з трьох бортових камер. Після закінчення забору весь зібраний матеріал переміститься в апарат, який вирушить до Землі. Планується, що маса зразків складе від 60 г до двох кілограмів.
Основні операції TAGSAM включають:
- Повільне зближення з поверхнею зі швидкістю 0,2 м/с[72].
- Контакт з поверхнею в межах 25 м вибраної області.
- OCAMS буде знімати процес забору проб.
- Забір зразків реголіту менш ніж за 5 секунд, шляхом направлення стиснутого азоту, захоплення зразків.
- Перевірка забору зразків за допомогою зміни інерції космічного апарата, фотографування пастки зі зразками.
- Зберігання зразків у капсулі для повернення.
- Повернення зразків на Землю.

## Майбутня місія OSIRIS-REx
25 квітня 2022 року НАСА оголосило про рішення продовжити вісім міжпланетних місій. Деякі з них отримали нові цілі. Найцікавіше завдання дісталося апарату OSIRIS-REx. Він має відвідати 370-метровий астероїд 99942 Апофіс, що колись вважався найнебезпечнішим у Сонячній системі.
Попри те, що Апофіс втратив титул найнебезпечнішого астероїда у світі, він, як і раніше, становить величезний науковий інтерес, а його зближення із Землею в 2029 році стане однією з головних астрономічних подій десятиліття. Астероїд пройде всередині орбіт геостаціонарних супутників і буде помітний на земному небі неозброєним оком. Не дивно, що багато космічних агентств давно розглядали можливість відправити до Апофіса автоматичний розвідник. НАСА знайшла варіант, як вивчити Апофіс. Вибір аерокосмічної адміністрації припав на апарат OSIRIS-REx, який у 2023 році повертається до нашої планети зі зразками речовини астероїда Бенну. У вересні 2023 року він скине на Землю капсулу із зібраними матеріалами, після чого його спрямують до Апофіса При цьому було враховано, що всі системи OSIRIS-REx працюють у штатному режимі, у нього залишився значний запас палива, що дає змогу відвідати якесь інше мале тіло. Після аналізу всіх наявних варіантів керівництво НАСА вирішило відправити OSIRIS-REx до Апофіса. Сама ж місія змінить назву на OSIRIS-APEX (OSIRIS-APophis EXplorer).
Згідно з планом, OSIRIS-APEX досягне Апофіса 8 квітня 2029 року, тобто через декілька днів після його зближення із Землею. Впродовж 18 наступних місяців апарат вивчатиме астероїд і те, як земна гравітація вплинула на його орбіту. Крім того, OSIRIS-APEX виконає декілька маневрів, під час яких він наблизиться до Апофіса, а потім активує свої двигуни. Ця операція має оголити підповерхневі шари астероїда і дати змогу вивчити їхню будову та хімічний склад. Цей крок дасть унікальну інформацію про його надра, склад і властивості.

## OSIRIS-REx II
OSIRIS-REx II — концепція місії 2012 року, за якою пропонувалось зробити копію апарата для подвійної місії, другий апарат мав би збирати зразки на двох місяцях Марса: Фобоса та Деймоса. Було зазначено, що ця місія буде швидкою і дешевою в отриманні зразків з супутників.

## Галерея

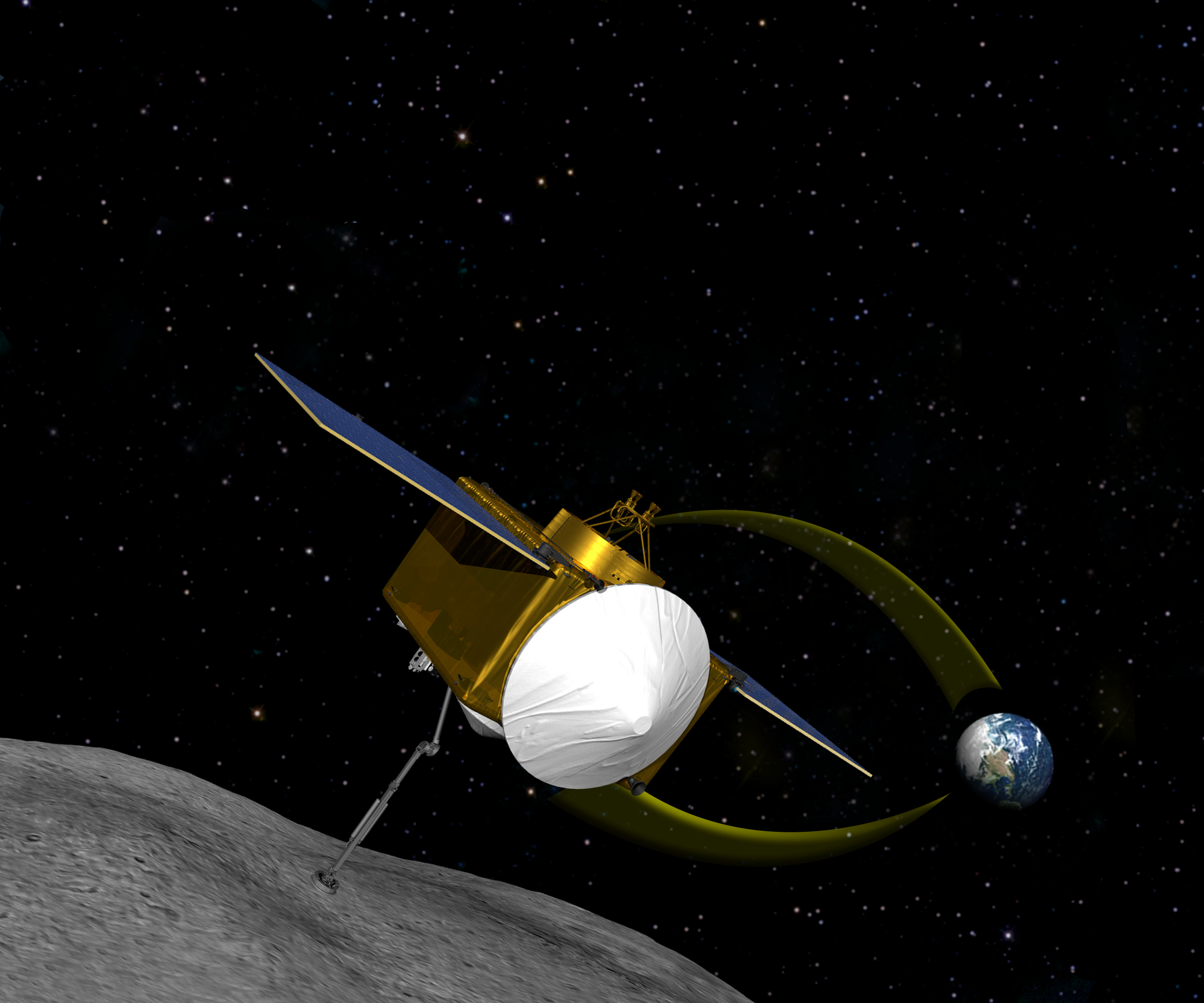
Ілюстрація збору зразків з астероїда 1999 RQ36
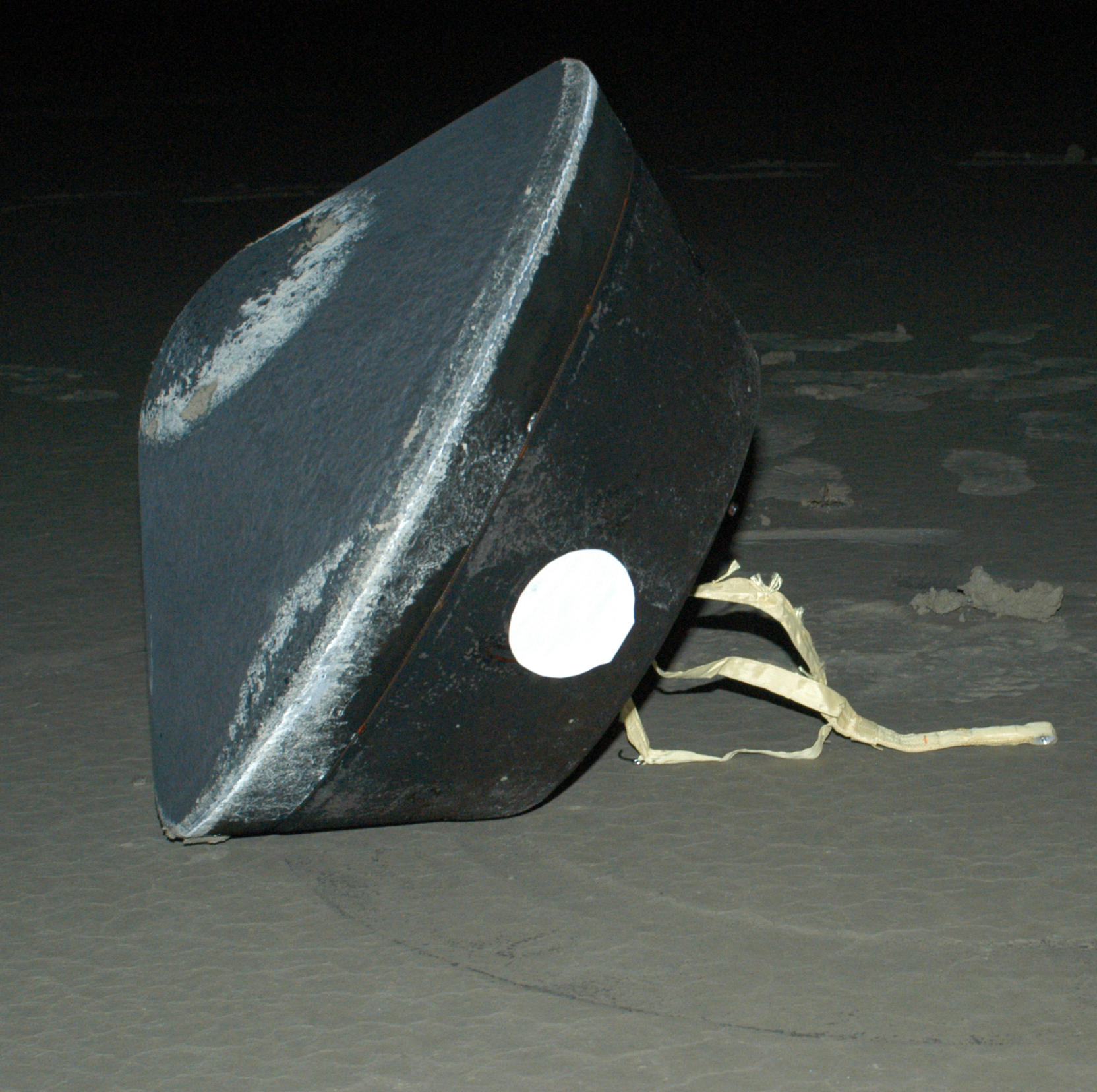
Приклад повернення капсули з місії Стардаст